# F1 Online: The Game
F1 Online: The Game – komputerowa gra wyścigowa o tematyce Formuły 1, wyprodukowana i wydana przez brytyjskie studio Codemasters Software 26 czerwca 2012 roku.

## Wydanie
Tytuł gry został ujawniony 12 sierpnia 2011 roku, w tym czasie ogłoszono również, że gra zostanie wydana w pierwszym kwartale 2012 roku. 19 grudnia rozpoczął się nabór do zamkniętych beta testów gry. 26 czerwca 2012 roku rozpoczęły się otwarte beta testy gry. 7 maja 2013 roku serwery gry zostały zamknięte z powodu niskiego zainteresowania podczas beta testów.

## Rozgrywka
F1 Online: The Game działała w systemie free-to-play, została stworzona w oparciu o oficjalną licencję Formuły 1 na sezon 2011.
Gracz mógł ścigać się jako kierowca lub zarządzać zespołem wyścigowym jako menedżer. W pierwszym zadaniu jego zadaniem było wzięcie udziału w pełnym sezonie Mistrzostw Świata Formuły 1, w drugim zaś starał się on o nowych sponsorów i prowadził badania nowymi technologiami.
Gra zawarała rzeczywiste jak i fikcyjne tory wyścigowe, podczas jazdy dostępny był widok z lotu ptaka. W trybie Time Attack gracz nie miał określonego celu, dostępny był również tryb samouczka.
Gracz miał możliwość zaprojektowania własnego malowania bolidu i barw zespołu.
Gra zawierała wiele funkcji społecznościowych, między innymi pozwalała tworzyć i zapraszać znajomych do wyścigu, a także publikację własnych osiągnięć.
F1 Online: The Game została oparta na silniku graficznym Unity i wymagała przeglądarki internetowej.